# Detector de claus

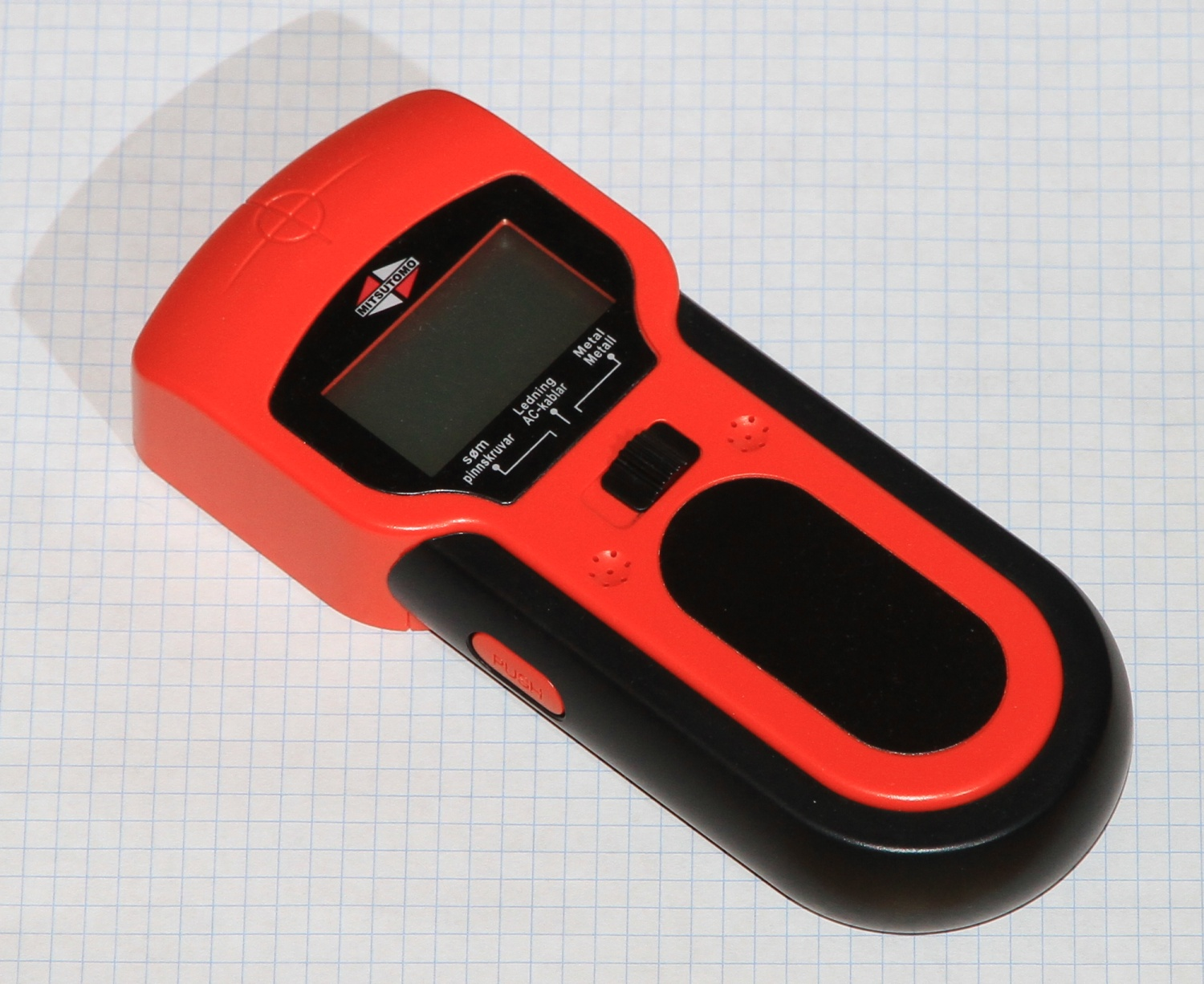
Detector de claus ordinari que es troba disponible en ferreteries.

Un detector de claus és un dispositiu que es fa servir per trobar claus o cargols ocults en llistons de fusta o en parets. Sovint, es pretén perforar una paret, per la qual cosa fa mancada saber on perforar, però en molts casos no és possible saber si hi ha alguna cosa sota mitjançant el simple examen de la paret des de la superfície exterior.
Hi ha dos tipus principals de detectors de claus que fan servir tècniques diferents per a la detecció, respectivament: detectors magnètics i detectors capacitius. El sistema més àmpliament utilitzat per als claus de metall és el magnètic, que les detecta per un sistema incorporat de detector de metalls. En els llistons de fusta el sistema de detecció és pel canvi en la constant dielèctrica.

## Tipus

Detector de claus que utilitza un pistó magnètic en moviment per detectar claus d'acer sota una planxa de guix o una rajola.

Hi ha un tipus de detector de claus més lleuger combinat amb un detector de metalls, que troba no només claus ocults, sinó també, per exemple:barres de reforç i tubs de metall.
Hi ha un altre tipus de detector de claus combinat amb un polímetre sense contacte (detector de tensió), per la qual cosa pot avisar sobre instal·lacions elèctriques ocultes, però només si hi ha tensió, en cas contrari, només es detectarà com a metall si és prou gros o prou prop de la superfície perquè es reflecteixi com a metall. També hi ha detectors de claus altament avançats que incorporen un radar, però no són molt comuns i s'utilitzen solament per a tasques altament especialitzades.